# No Jardim do Ogro
No Jardim do Ogro é um futuro filme brasileiro de 2026 do gênero drama, dirigido por Carolina Jabor e estrelado por Alice Braga. Produzido pela Conspiração Filmes em parceria com Globoplay e Star Original Productions, o longa é uma adaptação do romance Dans le Jardin de l’Ogre (No Jardim do Ogro), da escritora franco-marroquina Leïla Slimani, autora do premiado Canção de Ninar.
Anunciado oficialmente no Festival de Cannes de 2025, o filme faz parte de um acordo entre Globoplay e Disney para coprodução de quatro longas brasileiros. As filmagens estão previstas para ocorrer ainda em 2025, com lançamento estimado para 2026.

## Sinopse
Júlia (Alice Braga) é uma jornalista de sucesso que vive em um confortável apartamento em São Paulo com o marido, um cirurgião, e o filho pequeno. À primeira vista, sua vida parece perfeita — mas ela esconde um segredo: uma compulsão por sexo de risco.
Quando o marido propõe que a família se mude para uma cidade do interior, Júlia vê na mudança a chance de deixar para trás o comportamento autodestrutivo e se tornar a esposa e mãe que sempre desejou ser. No entanto, à medida que a data da mudança se aproxima, sua compulsão se intensifica, ameaçando expor seus segredos e colocar em risco sua família e sua estabilidade emocional.

## Elenco
- Alice Braga como Júlia

## Produção
O projeto foi anunciado em 16 de maio de 2025 durante o Festival de Cannes, onde a autora Leïla Slimani integrava o júri oficial. O roteiro é assinado por Rita Piffer, Carolina Jabor e Victoria Visco.
As filmagens acontecerão ao longo de 2025, com parte da trama adaptada do cenário original parisiense do livro para São Paulo e uma cidade do interior paulista. A produção é da Conspiração, com coprodução do Globoplay e Star Original Productions, como parte de uma parceria que prevê quatro filmes brasileiros. No Jardim do Ogro será o segundo longa dessa parceria, sucedendo Na Linha de Fogo, dirigido por Afonso Poyart.